# Anabolia brevipennis
Anabolia brevipennis – gatunek owada z rzędu chruścików, z rodziny bagiennikowatych (Limnephilidae). Larwy budują trójścienne domki z detrytusu – podobne domki budują także larwy Limnephilus nigriceps.
Anabolia brevipennis zasiedla drobne, śródleśne zbiorniki okresowe, czasem spotykana w niewielkich, wolno płynących, śródleśnych strumieniach nizinnych. Larwy ubarwieniem głowy wyraźnie różnią się od trzech innych gatunków z tego rodzaju występujących w Polsce: Anabolia furcata, Anabolia laevis, Anabolia nervosa.
Na terenie Bagien Biebrzańskich larwy liczne w torfiankach i astatycznych zbiornikach śródleśnych, mniej liczne w starorzeczach i zbiornikach śródpolnych. Liczne w drobnych śródleśnych zbiornikach Pojezierza Mazurskiego.
Gatunek palearktyczny, nie występuje w południowej Europie i na Islandii, larwy występują na torfowiskach, w jeziorach, rzekach i strumieniach. Limneksen, larwy typowe dla drobnych, śródleśnych zbiorników astatycznych.
W Finlandii gatunek raczej rzadki, zasiedlający potoki i kanały, nielicznie występujący w jeziorach w strefach oligotroficznych. Na Łotwie, w Estonii i na Litwie zasiedla małe stawy, imagines bardzo rzadko spotykane nad jeziorami eutroficznymi, eutroficzno-dystroficznymi i oligotroficznymi. Larwy i imagines łowione w małych, płytkich zbiornikach z opadłymi liśćmi olchy oraz w śródleśnym jeziorze Irlandii. Larwy spotykane w jeziorach Niemiec i Karelii preferują te bardziej zarośnięte.